# 细江英公
细江英公（日语：／ Hosoe Eikō，1933年3月18日—2024年9月16日）是日本攝影師。原名敏广（日语：／ Toshihiro）。东京工艺大学名誉教授。

## 生平
出生于山形县米泽市，长在东京。1952年入学东京写真短期大学（现 东京工艺大学）。评论家福岛辰夫欣赏他作品中所拥有的，土门拳等人所欠缺的人性之处。1954年大学毕业。参加福岛主办的「十人之眼」展览。之后成立摄影师团体「VIVO」。出版了为作家三岛由纪夫拍摄的裸体写真集「蔷薇刑」及以秋田农村为舞台的舞蹈家土方巽的写真集「镰鼬」。2003年9月18日，获得英国皇家摄影协会办法的特别贡献奖章。2010年10月被选为文化功劳者。其子细江贤治同为摄影师。

## 履历
- 1933年-作为父亲米次郎的次子出生。出生后三个月回到东京。
- 1947年-表兄建议其换个新名字迎接战后新气象，自此自称「英公」。
- 1951年-获得「富士摄影大奖赛」学生部门最高奖。
- 1952年-从东京都立墨田川高等学校毕业，进入东京写真短期大学写真技术科。
- 1952年-「银座乞丐的孩子」获得「写真沙龙」11月号的月行照片比赛。
- 1954年-大学毕业，成为自由人，开始为照片杂志和女性杂志工作。
- 1960年-因个展「男人与女人」获得日本写真批评家协会新人奖。
- 1961年-在森山大道加入之前解散「VIVO」。前一年的写真集「男人与女人」出版。
- 1963年-为三岛由纪夫拍摄「蔷薇刑」（集英社出版）并获得日本写真批评家协会作家赏。
- 1967年-开始指教东京写真专门学校（直至1969年）。
- 1970年-在东北秋田以土方巽为模特拍下「镰鼬」，并获得艺术选奖文部大臣奖。
- 1974年-参与「WORKSHOP写真学校」的建立。
- 1975年-成为东京写真大学短期大学部教授。
- 1981年-担任日本写真家协会副会长。
- 1994年-担任东京工艺大学艺术学部教授。
- 1995年-成为清里摄影艺术博物馆初代馆长。
- 2000年-摄影集「細江英公の写真絵本[妖精物語]ルナ・ロッサ」由新潮社刊行。
- 2003年-9月或英国皇家摄影协会特别勋章。
- 2007年-4月获得旭日小绶章，7月发表以核武器和核威胁为主题的《死之灰》（窗社刊）
- 2010年-10月获得文化功劳者表彰。 [1]